# Lofoten

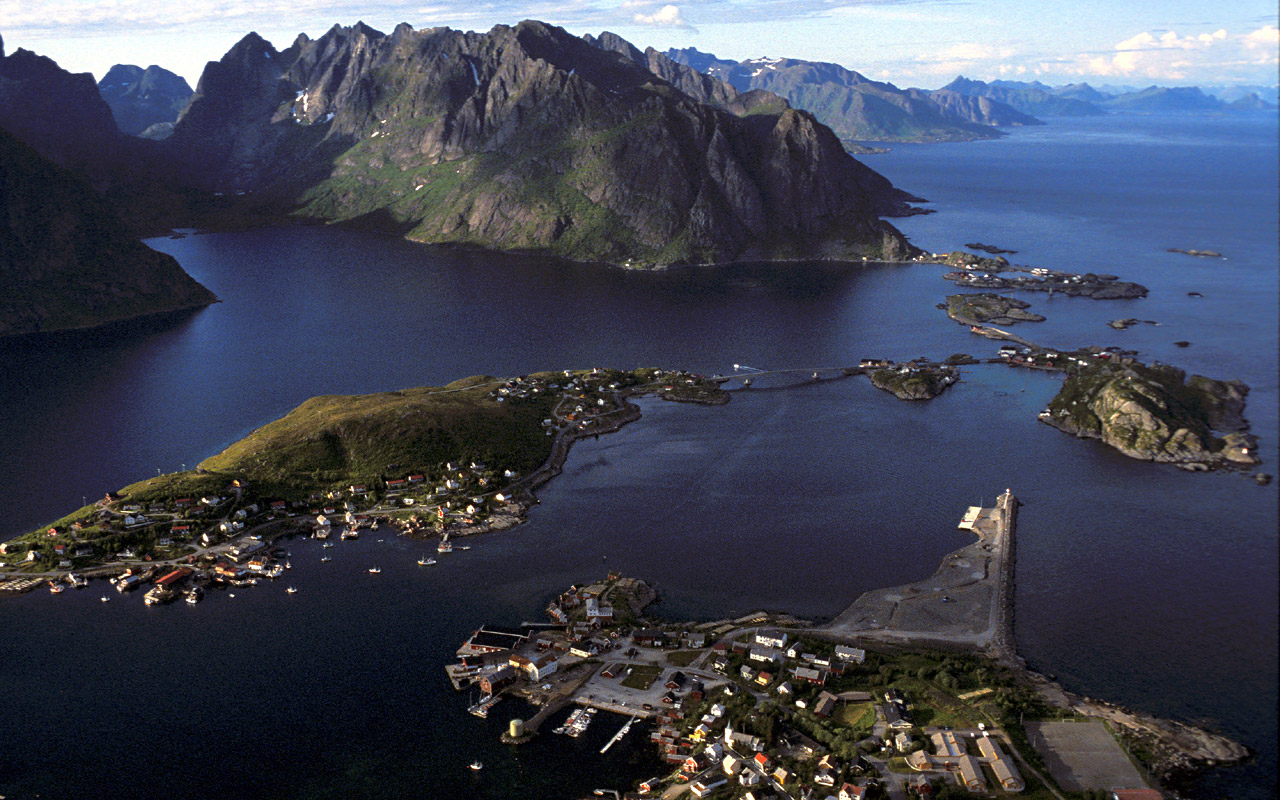
Reine, Lofoten, visto do alto do monte Reinebringen (Junho de 2003).

Lofoten ( PRONÚNCIA) é um arquipélago e um distrito do condado de Nordland na Noruega. Embora esteja situado no Círculo Polar Ártico, o arquipélago experimenta uma das maiores variações de temperatura do mundo a despeito de sua elevada latitude.

## Etimologia
Lofoten (Lófót em norueguês) era originalmente apenas o nome da ilha Vestvågøya. O primeiro elemento é ló (lince) e o último, fót ou fotr (pé), o que dá a entender que o formato da ilha foi comparado à pata de um lince. De modo semelhante, o nome da ilha vizinha de Flakstadøya era Vargfót ou a pata de lobo (vargr).
Outro nome dado ao arquipélago é Lofotveggen – ou a muralha de Lofoten – pois o conjunto de ilhas, visto de pontos elevados ao redor de Bodø, se assemelha a um paredão ininterrupto medindo cerca de 100 Km de comprimento e de 800 a 1000 metros de altura.

## Geografia e natureza

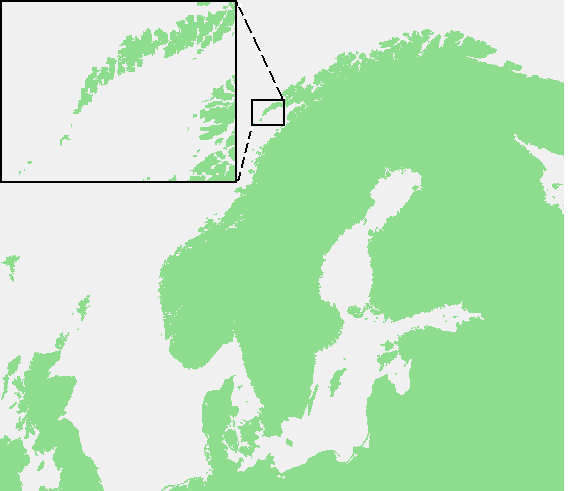
Localização de Lofoten na Noruega.

O arquipélago de Lofoten está localizado entre os paralelos 67º e 68º norte, no círculo ártico da Noruega setentrional e é conhecido por sua extraordinária beleza natural e por ser um grande centro de pesca de bacalhau. Lofoten inclui os municípios de Vågan, Vestvågøy, Flakstad, Moskenes, Værøy e Røst. As principais ilhas, do norte para o sul são:
- Ponta sul de Hinnøya
- Austvågøy (526,7 km² 68° 20′ N, 14° 40′ L),
- Gimsøya (46,4 km² 67° 18′ N, 14° 11′ L),
- Vestvågøy (411,1 km² 68° 10′ N, 13° 45′ L),
- Flakstadøya (109,8 km² 68° 05′ N, 13° 20′ L),
- Moskenesøya (185,9 km² 67° 55′ N, 13° 00′ L),

enquanto mais para o sul estão as ilhas solitárias de Værøy (67° 40′ N, 12° 40′ L) e Røst (67° 37′ N, 12° 07′ L). A área total de superfície é de 1227 km² e a população totaliza 24500 habitantes.

Lofoten e Vesterålen

Entre o continente e o arquipélago fica o vasto Vestfjord e, para norte, Vesterålen. As principais cidades em Lofoten são Leknes em Vestvågøy e Svolvær em Vågan.
As ilhas Lofoten são caracterizadas por suas montanhas e picos, enseadas protegidas, faixas litorâneas e vastas áreas virgens. A mais alta montanha em Lofoten é Higravstinden (1161 m) em Austvågøy; o Parque Nacional Møysalen, ao norte das Lofoten, têm montanhas que chegam a 1262 m. O famoso sistema Moskstraumen (Malstrøm) de ondas em turbilhão está localizado em Lofoten ocidental e deu origem ao termo maelstrom. O mar é rico em vida e a maior barreira de corais do mundo em águas profundas (o Recife Røst, 40 km de comprimento) está situada à oeste de Røst. Lofoten ostenta alta densidade de águias-do-mar e corvos-marinhos e uma enorme variedade de aves marinhas, entre elas o colorido papagaio-do-mar. Lontras são comuns e existem alces em Austvågøy.

## Clima
As temperaturas de inverno em Lofoten são muito suaves considerando-se sua localização ao norte do Círculo Polar Ártico (a maior anomalia de temperatura positiva do mundo em relação à latitude). Røst e Værøy são os locais mais setentrionais do mundo onde as temperaturas médias permanecem acima do congelamento (0°C graus) durante o ano inteiro (123). Os invernos são ligeiramente mais frios na parte nordeste de Lofoten; Svolvær com uma temperatura média em Janeiro de –1,5 °C, mas os verões são um tanto mais quentes, com médias diárias em Julho e Agosto de 13 °C. Maio e Junho são os meses mais secos, enquanto Outubro tem três vezes mais precipitação (4, 5). A temperatura típica diurna em Maio é de 9 °C, em Julho, de 15 °C, e em Setembro, de 11 °C. A temperatura mais elevada já regist(r)ada em Svolvær foi de 30,4 °C. Ventos fortes podem ocorrer no final do outono e inverno, mas são raros de fins de Março a meados de Outubro. Neve e chuva misturada com neve não são incomuns no inverno, e as montanhas podem acumular uma cobertura substancial de neve.
Em Svolvær, o sol da meia-noite fica acima do horizonte de 25 de Maio até 17 de Julho, e no inverno, o sol não nasce de 4 de dezembro até 7 de Janeiro. Em Leknes, o sol fica acima do horizonte de 26 de Maio até 17 de Julho, e no inverno, o sol não nasce de 9 de Dezembro até 4 de Janeiro.

## História

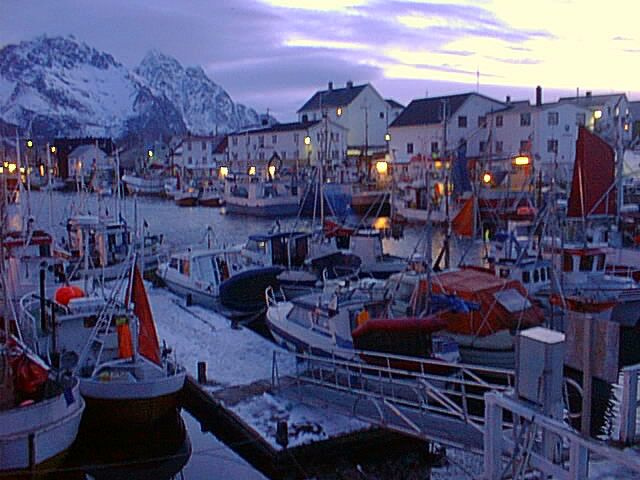
Henningsvær, uma vila pesqueira em Lofoten, durante a temporada de pesca (Abril de 2001).

Vågar foi a primeira cidade conhecida a ser construída na Noruega setentrional. Ela já existia nos primórdios da Era Viquingue, talvez antes, e estava localizada na costa meridional de Lofoten oriental, próxima a a(c)tual vila de Kabelvåg no município de Vågan. Todavia, o museu Lofotr com sua longa casa viquingue reconstruída, está localizada perto de Borg em Vestvågøy, onde foram feitas muitas descobertas arqueológicas da Idade do Ferro e da Era Viquingue (colar). Por mais de 1000 anos, as ilhas têm sido um grande centro pesqueiro de bacalhau, particularmente no inverno, quando cardumes do peixe migram do sul através do Mar de Barents e se concentram em Lofoten para procriar. Bergen, no sudoeste da Noruega, foi durante um bom tempo o centro exportador do sul para grande parte da Europa, particularmente quando o comércio era controlado pela Liga Hanseática. Nas áreas de baixada, particularmente Vestvågøy, a agricultura desempenha importante papel, como tem feito desde a Idade do Bronze.

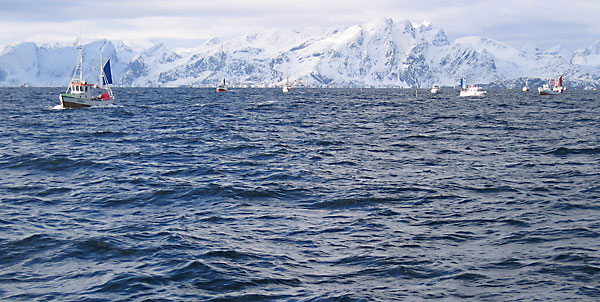
Pequenos barcos (skrei) utilizados na pesca do bacalhau do Atlântico, ao largo da ilha Flakstad (Março de 2005).

Em 1941, as ilhas sofreram incursões em Março e Dezembro por parte de "comandos" das forças armadas britânicas.

## Desportos

### Montanhismo e escaladas

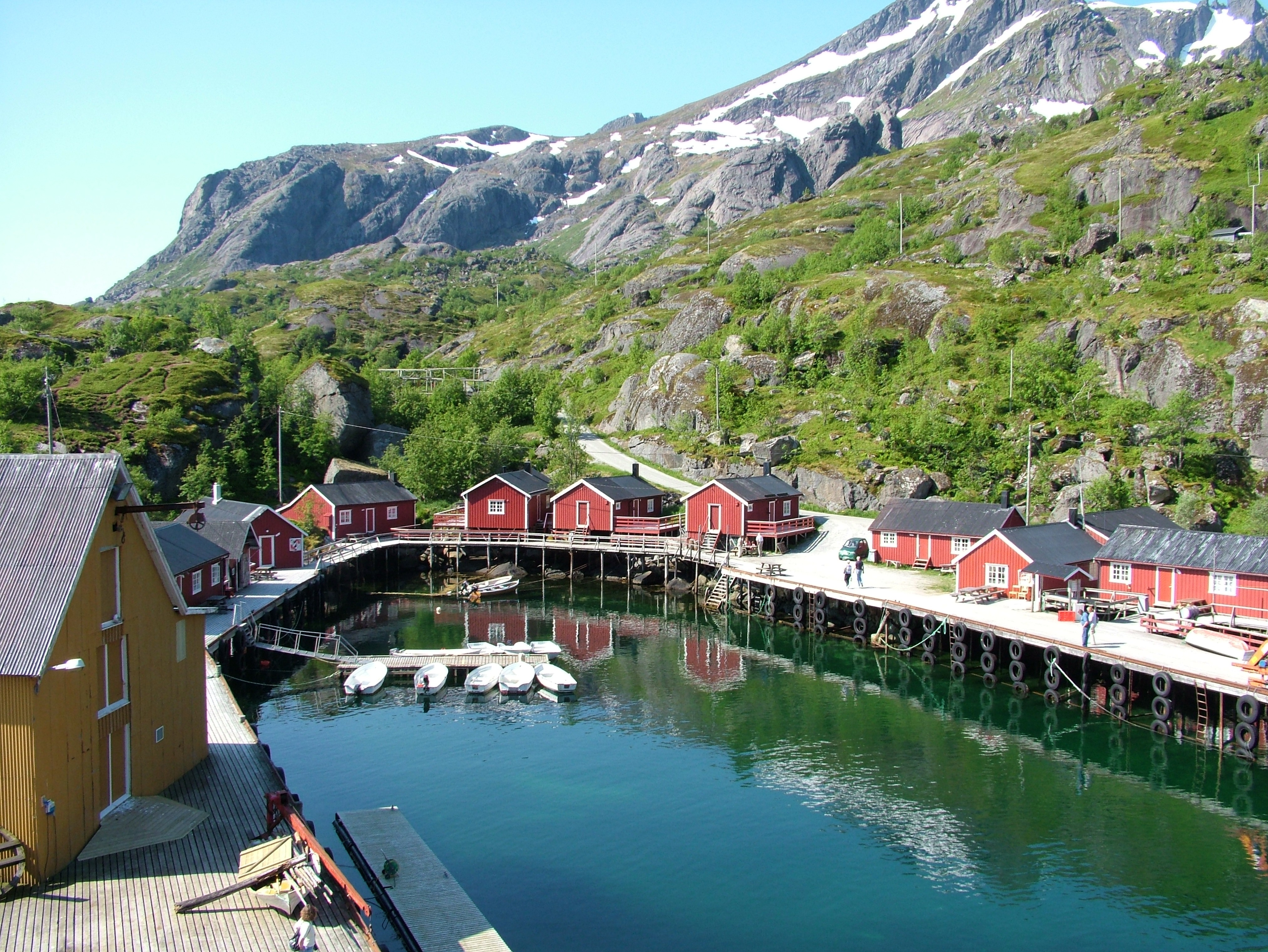
Nusfjord

Lofoten oferece oportunidades únicas para montanhismo e escaladas. Tem 24 horas de luz do sol no verão e encostas, picos e glaciares semelhantes aos dos Alpes, mas com uma altitude de menos de 1200 metros. O principal centro de escalada é Henningsvær, em Austvågøya, e as principais áreas de montanhismo são Austvågøya e Moskenesøya.

### Ciclismo
Há uma via bem sinalizada que vai de Å ao sul e continua para além de Fiskebøl ao norte. A via é parte estrada pública, parte ciclovia, com a opção de contornar todos os túneis ou pela ciclovia (túneis que atravessam montanhas) ou de barco (túneis sob o mar). O trânsito é geralmente leve, embora em Julho possa aumentar consideravelmente por conta dos furgões dos veranistas. Alguns dos trechos mais remotos são constituídos por estradas pavimentadas com cascalho. Há ainda uma balsa dedicada ao transporte de bicicletas, que navega entre Ballstad e Nusfjord, permitindo que os ciclistas evitem o longo e íngreme túnel Nappstraum. A rota circunda o litoral, quase todo ele plano, por quase todo o comprimento deste. Nos pontos onde este adentra a terra nos trechos montanhosos, há um par de elevações de 300 a 400 metros.

## Transportes

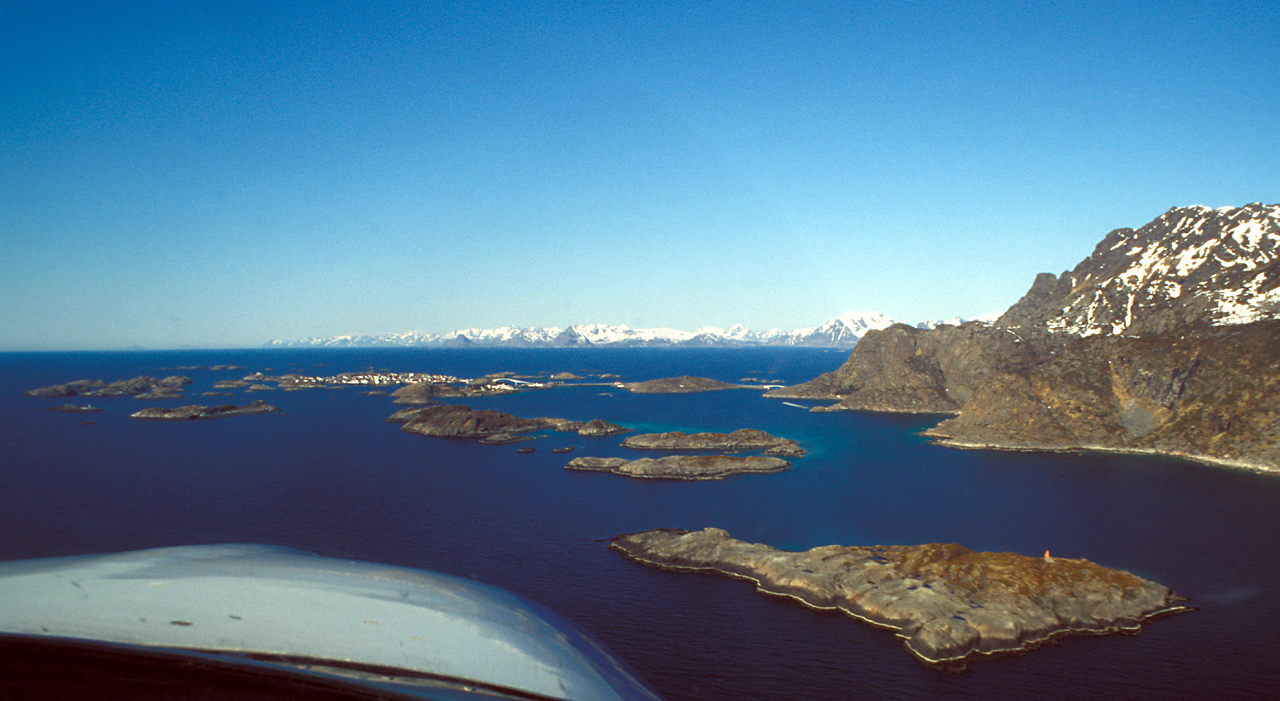
Lofoten, lado sul, visto do ar. Maio de 1996.

### Aéreos
Lofoten é servido por três pequenos aeroportos: Aeroporto Svolvær (Helle), Aeroporto Leknes e Aeroporto Røst, que oferecem principalmente vôos para Bodø. Há um heliporto em Værøy. O Aeroporto Stokmarknes (Skagen) está localizado em Vesterålen. O Aeroporto Harstad/Narvik (Evenes) tem voos dire(c)tos para Oslo e Trondheim. Bodø é com frequência utilizado como ligação em viagens para Lofoten.

### Marítimos
Há também a opção da balsa que conecta Bodø a Moskenes. Há também uma balsa que liga Svolvær a Skutvik em Hamarøy, com conexão por terra à leste com a Rota Européia E6. Hurtigruten pode ser acessada por Stamsund e Svolvær. Há também um veloz catamarã de passageiros que liga Svolvær e Narvik.

### Terrestres
A estrada principal de Narvik e Harstad para Lofoten, passa através de Vesterålen, com uma balsa atravessando de Melbu para Fiskebøl. Contudo, a nova estrada Lofast através de Hinnøya, com previsão de conclusão em Dezembro de 2007, ligará Lofoten ao continente sem a necessidade de barcas para a travessia (). Todas as maiores ilhas em Lofoten já estão interligadas por pontes.

## Lofoten em pintura
O pintor nascido em Svolvær Gunnar Berg era conhecido por suas representações da vida cotidiana nas vilas de pescadores. Outros artistas associados a Lofoten são Adelsteen Normann, Otto Sinding, Christian Krohg, Theodor Kittelsen, Lew Felixowitsch Lagorio, Ernst Wilhelm Nay, Will Sohl e Ingo Kühl.

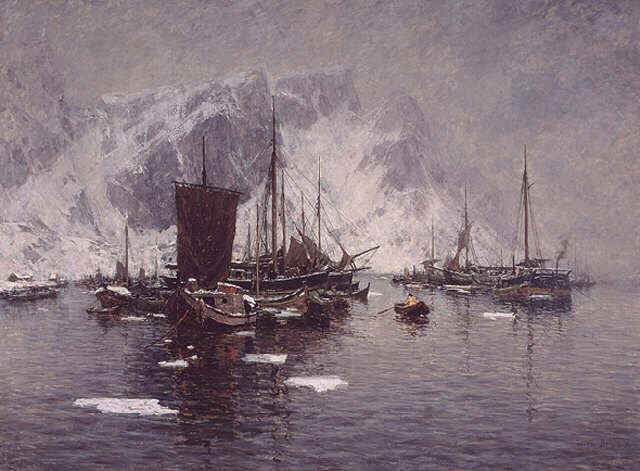
Fiskebåter ved Reine por Gunnar Berg (sem ano)
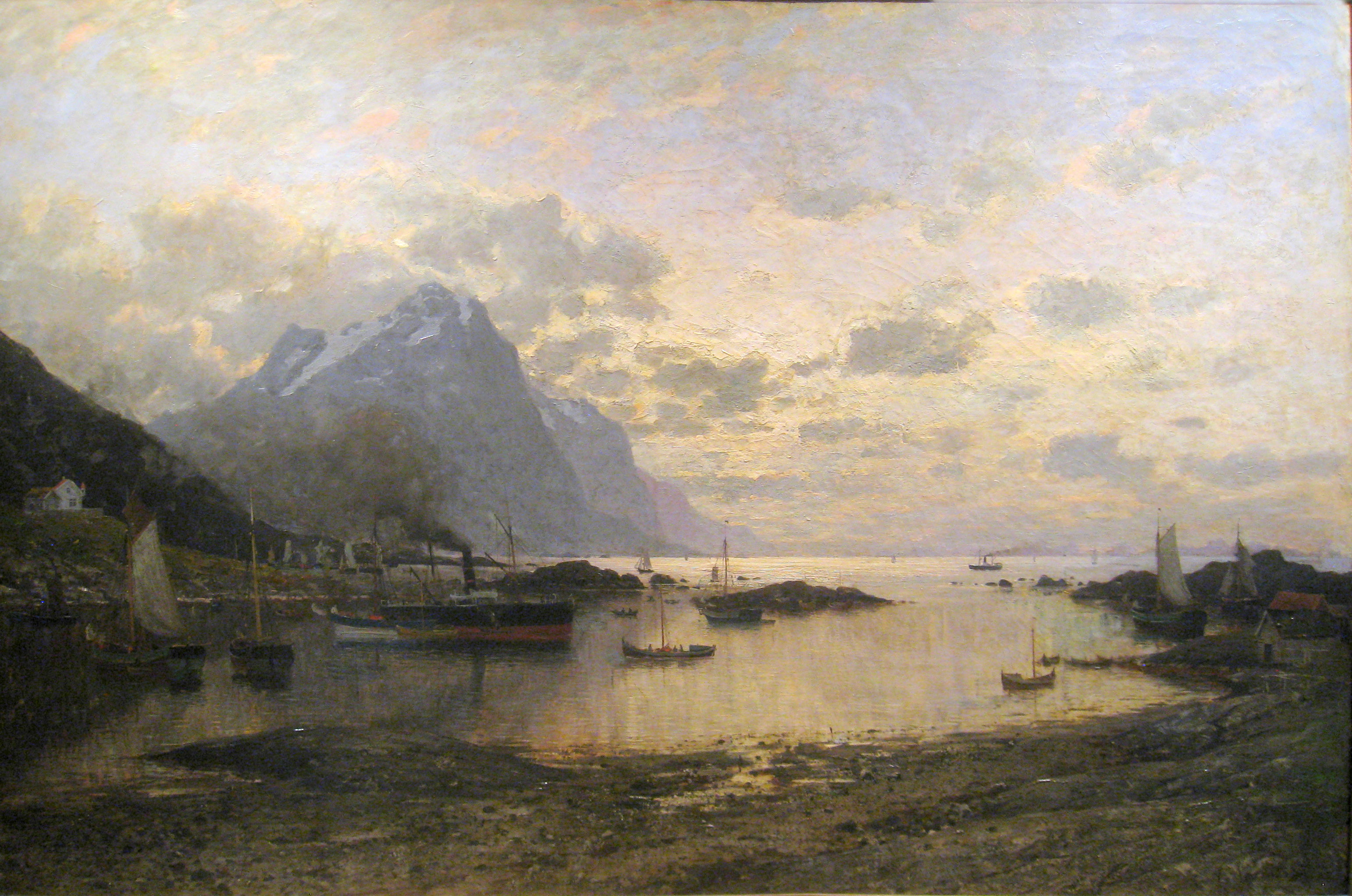
Dampskipsanløp i Lofoten von Adelsteen Normann (1885)
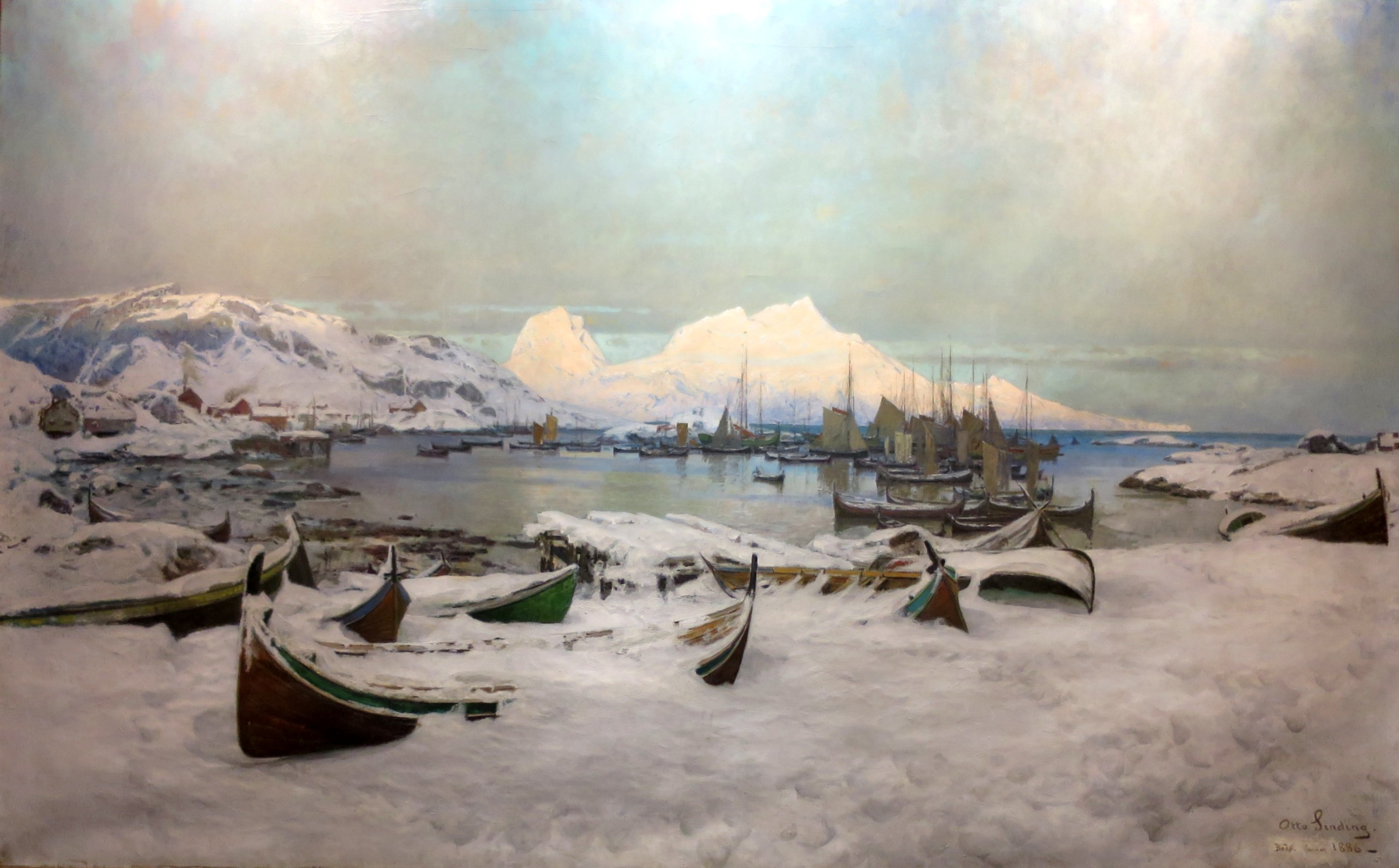
Winter in Lofoten por Otto Sinding (1886)
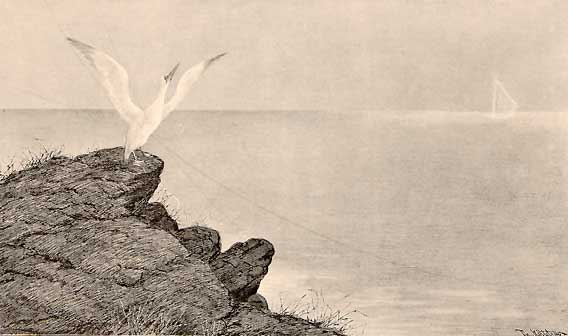
Fra Lofoten por Theodor Kittelsen (1890)
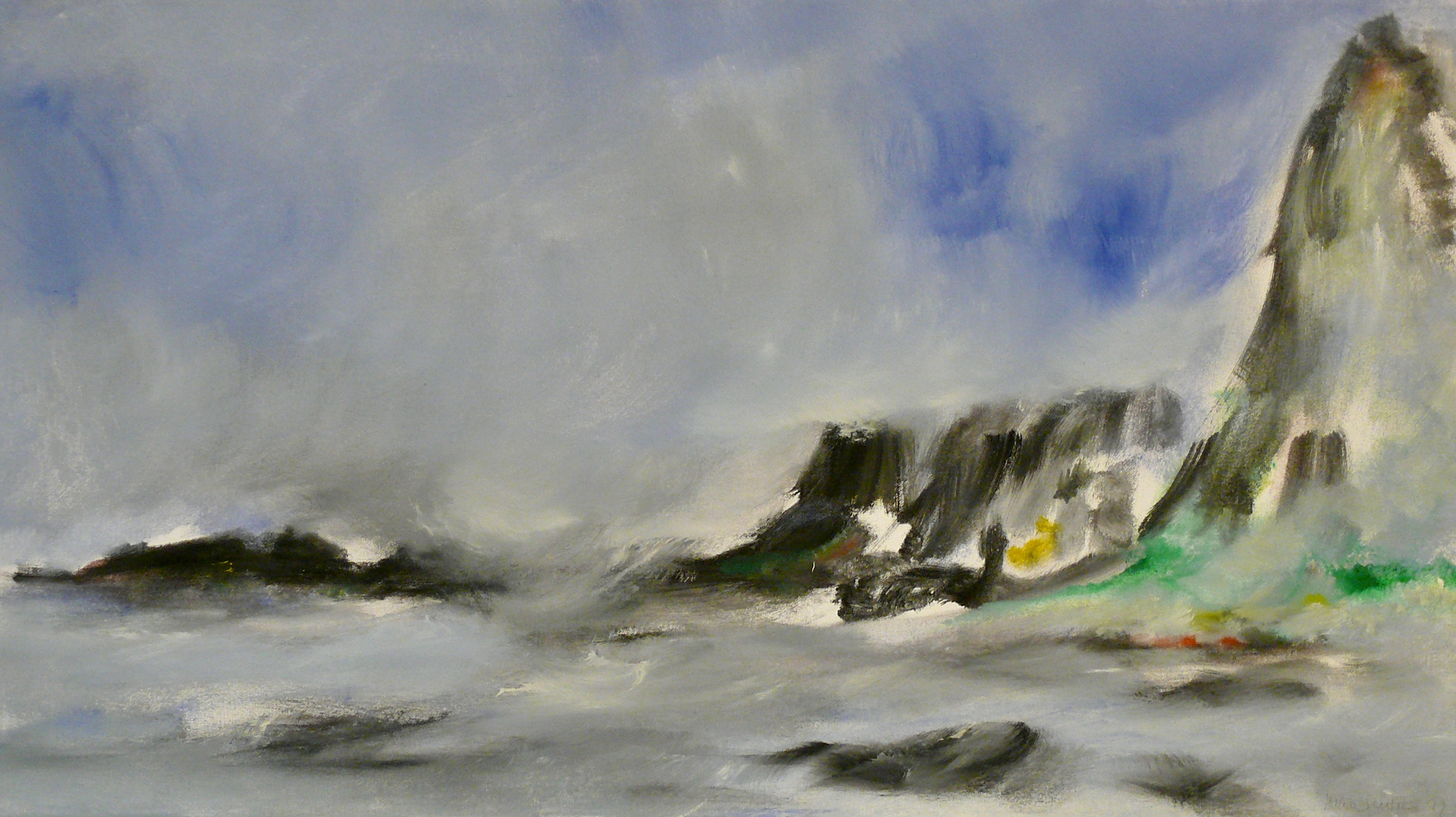
Moskstraumen I, Reine, Lofoten, por Ingo Kühl (1999)

### Em inglês
- «Lofoten.no – Portal Internet de Lofoten» (em inglês)
- «Página dedicada à Kabelvåg» (em inglês)
- «lofoten-startside.no – Guia turístico e hoteleiro» (em inglês)
- «Fotografias por Michael Voeller» (em inglês)
- «Galeria de fotos da M. Klüber Photography» (em inglês)
- «Nusfjord, uma das principais atrações para turistas» (em inglês)
- «Corais de águas profundas» (em inglês)
- «Várias fotos das ilhas Lofoten» (em inglês)
- «Escalando nas Lofoten» (em inglês)

### Em português
- Revista Terra - Bacalhau